# Весёлое (Спартаковский сельсовет)
Весёлое (укр. Веселе) — село в Ясиноватском районе Донецкой области Украины. Находится под контролем самопровозглашённой Донецкой Народной Республики.
От обстрелов во время российско-украинской войны пострадали около 90% домов

## География
К северу (через территорию международного аэропорта «Донецк» имени Сергея Прокофьева) и западу от населённого пункта проходит линия разграничения сил в Донбассе (см. Второе минское соглашение).

### Соседние населённые пункты по странам света

#### Под контролем ВСУ
СЗ: Водяное
З: Невельское

#### Под контролем ДНР
С: Опытное
СВ: Спартак
В, ЮВ, Ю: город Донецк (примыкает)
З: Пески
ЮЗ: Лозовое, Старомихайловка

## Население
Население по переписи 2001 года составляло 569 человек.

## Общие сведения
Код КОАТУУ — 1425587602. Почтовый индекс — 86091. Телефонный код — 6236.

## Адрес местного совета
86080, Донецкая область, Ясиноватский р-н, с. Спартак, ул. Центральная, 130